# Ladislav Tamáš
Ladislav Tamáš (* 12. srpna 1953) je bývalý slovenský fotbalový obránce.

## Fotbalová kariéra
Začínal v Moldavě nad Bodvou. V československé lize hrál za VSS/ZŤS Košice. Nastoupil ve 192 ligových utkáních a dal 1 gól. Vítěz slovenského poháru a finalista československého poháru 1980. Za reprezentaci do 21 let nastoupil ve 2 utkáních.

## Ligová bilance
| Ročník                                      | Zápasy | Góly | Minuty | Klub       |
| ------------------------------------------- | ------ | ---- | ------ | ---------- |
| 1. československá fotbalová liga 1972/73    | 4      | 0    | 354    | VSS Košice |
| 1. československá fotbalová liga 1973/74    | 20     | 0    | 1 716  | VSS Košice |
| 1. československá fotbalová liga 1974/75    | 29     | 0    | 2 563  | VSS Košice |
| 1. československá fotbalová liga 1975/76    | 26     | 0    | 2 250  | VSS Košice |
| 1. československá fotbalová liga 1976/77    | 26     | 0    | 2 122  | VSS Košice |
| 1. československá fotbalová liga 1978/79    | 30     | 1    | 2 689  | ZŤS Košice |
| 1. československá fotbalová liga 1979/80    | 28     | 0    | 2 419  | ZŤS Košice |
| 1. československá fotbalová liga 1980/81    | 29     | 0    | 2 610  | ZŤS Košice |
| 1. slovenská národní fotbalová liga 1981/82 | 30     | 0    | –      | ZŤS Košice |
| 1. slovenská národní fotbalová liga 1982/83 | 27     | 0    | –      | ZŤS Košice |
| 1. slovenská národní fotbalová liga 1983/84 | 28     | 1    | –      | ZŤS Košice |
| CELKEM 1. liga                              | 192    | 1    | 16 723 |            |